# Březová (tvrz)
Březová je téměř zcela zaniklá tvrz na okraji stejnojmenné vesnice u Úmonína v okrese Kutná Hora ve Středočeském kraji. Od čtrnáctého do druhé poloviny patnáctého století byla vrchnostenským sídlem malého panství, ale poté téměř beze zbytku zanikla. Archeologické stopy tvrze jsou chráněny jako kulturní památka.

## Historie
První písemná zmínka o Březové pochází z roku 1318, kdy vladyka Příbram z Březové u zemského soudu žaloval Vesela a Buna z Úmonína, protože neoprávněně drželi tři selské dvory v Březové. Existence tvrze je písemnými prameny doložena v roce 1380, kdy ji vlastnil Jan Hašek z Podhořan. Březovský statek v té době tvořila vesnice s tvrzí, Korotice, plat ve výši šesti kop grošů z Matařova a selské dvory v Podhořanech. V roce 1383 byl Jan mrtev a nárok na jeho majetek prokázal Vilém Dubánek z Duban. Jisté nároky však měli také Markvart ze Žleb (též z Vartenberka) a jeho bratr Petr z Kosti, kteří přenechali dvě popluží s tvrzí a selskými dvory v Březové, celou ves Korotice a práva Haškova sirotka Albertovi z Březové.
V roce 1392 byly Březová s Koroticemi prohlášeny za odúmrť, proti čemuž Albert z Březové úspěšně protestoval. Roku 1404 pak o Březovou vedl u zemského soudu spor s Heršem z Březové. Albertovým následníkem byl Jan z Březové, doložený v roce 1406, který statek zastavil za dvě stě kop grošů dvěma stejnojmenným bratrům Mikulášům z Ledče. Mezitím byl u zemského soudu dořešen starý spor, který vyhrál Herš z Březové. V roce 1414 přenechali bratři z Říčan své právo k Březové kutnohorskému měšťanovi Bernartu Gruberovi, který o něco dříve téhož roku získal také podíl Anny, vdovy po Janovi z Březové.
Po Gruberově smrti se březovský statek stal odúmrtí, kterou král Zikmun 18. listopadu 1437 daroval Mikuláši Sokolovi z Lamberka. Ten Březovou přenechal Ondřejovi Keřskému z Řimovic na Paběnicích. Po jeho popravě v roce 1446 statek za nezletilé děti ještě v roce 1454 spravovali Jan ze Soutic a Kuneš Rozkoš z Dubé.
Někdy v té době byla tvrz v Březové opuštěna a vesnice připojena k Malešovu. Jako součást tamního panství se připomíná v roce 1515. Tehdy už z tvrze zůstával jen vodní příkop využívaný k chovu ryb.

## Stavební podoba
Tvrziště zaniklé tvrze bylo patrné ještě koncem první poloviny devatenáctého století. Ve druhé polovině téhož století bylo rozvezeno a ve dvacátém století sloužilo jako zahrada. Při výkopech byly nalezeny fragmenty zdí a středověké keramiky. Z opevnění se na severní a severovýchodní straně částečně dochoval val obklopený podmáčenou loukou, která je pozůstatkem bývalého rybníka.